# Andrei Sàkharov
Andrei Sàkharov (rus: Андрей Дмитриевич Сахаров)  (Moscou, 21 de maig de 1921 - Moscou, 14 de desembre de 1989), nom complet amb patronímic Andrei Dmítrievitx Sàkharov, fou un eminent físic nuclear soviètic, dissident en determinats aspectes de la política soviètica, i activista pels drets humans i les llibertats guardonat amb el Premi Nobel de la Pau l'any 1975.

## Vida acadèmica
Sàkharov va néixer el 21 de maig de 1921 a la ciutat de Moscou. Va dedicar els seus primers anys a la vida d'estudiant, influenciat per son pare, Dimitri I. Sàkharov, autor de nombroses obres de divulgació de Física. Va cursar estudis en Física en la Universitat de Moscou a partir de 1938, encara que el 1941 l'amenaça nazi li va obligar a migrar a Aşgabat, en Turkmenistan, on va acabar graduant-se. El 1942 va treballar de llenyataire prop de Melekess, i fins a 1945 d'enginyer en una fàbrica de munició prop de Volga. Més tard, el 1945, va tornar a Moscou a estudiar en l'Institut Lebedev del Departament de Física de l'Acadèmia Soviètica de les Ciències. Finalment, el 1947, va obtenir la seva llicenciatura.
Cap al final de la Segona Guerra Mundial, Sàkharov es va concentrar en l'estudi dels rajos còsmics. El 1948 va participar en el projecte soviètic per a la construcció d'una bomba atòmica, sota la tutela de n'Ígor Kurtxàtov. El primer artefacte atòmic soviètic es va provar un 29 d'agost de 1949. A l'any següent, Sàkharov es va traslladar a Sarov, on va participar en el desenvolupament de la bomba d'hidrogen. El primer artefacte per fusió soviètic es provà un 12 d'agost de 1953, amb ajuda del denominat disseny Sloika. Aquell mateix any va obtenir el seu doctorat en Ciències, i va ser elegit membre de ple dret de l'Acadèmia Soviètica de les Ciències.
Sàkharov va continuar treballant en Sarov, sent peça clau en el desenvolupament de la primera bomba d'hidrogen soviètica de l'escala megatona, en la qual es va utilitzar un disseny anomenat "tercera idea de Sàkharov" (en l'URSS) o el "disseny Teller-Ulam" (en EUA). La bomba, batejada com RDS-37, es provà el 1955. Una variant d'aquesta fou la "bomba del tsar" de 50 MT, feta explotar a l'octubre de 1961, constituint l'artefacte més poderós fins a la data.
Sense sortir de la física nuclear, Sàkharov també va proposar una idea de reactor nuclear per fusió controlada, el tokamak. Va proposar, al costat del premi Nobel de Física Igor Tamm (qui va exercir una gran influència sobre Sàkharov), el confinament de plasma extremadament ionitzat per camps magnètics tòrics com a mètode de control de la fusió termonuclear.
Una altra de les propostes de Sàkharov fou la de mostrar la gravetat induïda com una teoria alternativa a la gravetat quàntica.

## Repressió per les seves idees antimilitaristes
En un primer moment Sàkharov estava convençut de la importància del seu treball aplicat al desenvolupament de les armes nuclears. Però de mica en mica, i des de finals dels 50, fou adquirint major consciència de les implicacions reals dels seus descobriments, i va albirar riscos com ara una guerra termonuclear o la contaminació per radioactivitat. D'aquesta forma, va canviar radicalment la seva postura. Durant la dècada dels 60 va jugar un actiu paper contra la proliferació d'armes nuclears i de les proves nuclears en l'atmosfera, donant com a fruit el Tractat de prohibició parcial de proves nuclears, firmat a Moscou el 1963. A partir de llavors, per pròpia convicció, i per creixent imposició del seu govern, es va anar allunyant progressivament de la física nuclear aplicada, per a dedicar-se més a la cosmologia bàsica.
El que va suposar un punt d'inflexió en la consideració que tenia d'ell el govern soviètic, fou la seva postura contrària a la carrera armamentística basada en míssils balístics (amb cap nuclear), carrera en la competien els EUA i l'URSS en l'apogeu de la guerra freda. En una carta secreta datada el 21 de juliol de 1967, i adreçada al dirigent soviètic de l'època, Sàkharov exposava la necessitat d'acceptar una proposta de rebuig bilateral dels míssils nuclears, pel risc d'una guerra nuclear mundial. En dit manuscrit, Sàkharov sol·licitava la publicació del mateix en la premsa, cosa que fou rebutjada (i la seva exposició ignorada). Al maig de 1968 va finalitzar un assaig titulat Progrés, coexistència pacífica i llibertat intel·lectual, en el qual desenvolupava les idees de la dita carta. El càstig no va trigar a arribar: se li va prohibir investigar en qualsevol dels centres i laboratoris militars de l'URSS i se'l va desposseir dels honors adquirits.
El 1970 va col·laborar en la fundació del Comité pels Drets Humans, de Moscou. A mesura que transcorria el temps, major era el seu activisme, i major la repressió governamental. El 1972, ja amb 51 anys, va contraure matrimoni amb la pacifista Yelena Bonner, suposant potser un baló d'oxigen per a la seva asfixiada lluita.
Com a reconeixement internacional al seu esforç li va arribar, el 1973, la seva nominació al Premi Nobel de la Pau, però no li va ser atorgat fins a 1975. No només era la primera vegada que aquesta distinció requeia sobre un ciutadà rus, sinó que era també la primera vegada que es concedia a un individu per la seva lluita en favor dels drets humans. En tot cas, no se li va permetre sortir de l'URSS, de forma que fou la seva dona l'encarregada de la lectura en la cerimònia d'acceptació del premi. La lectura Nobel fou titulada de forma semblant al seu assaig de 1968: Pau, progrés i drets humans, i considerava aquestes tres fites recíprocament dependents en la seva consecució (és a dir, no es pot assolir una sense aconseguir les altres dues). La dita lectura no és una simple apologia contra les armes nuclears, és una denúncia de les causes de les grans amenaces contra la humanitat (aniquilació nuclear, fam, contaminació, espoliació de recursos, superpoblació i deshumanització), i una defensa dels avenços científics, de les llibertats i de la dissidència.
Les idees de Sàkharov sobre el desenvolupament social el van portar a proposar el principi de drets humans com a base de tota política. En la seva obra afirmava que "el principi que allò que no està prohibit està permès ha de ser entès literalment", negant la importància i validesa de totes les normes morals o culturals que no estiguessin plasmades en les lleis.
El 22 de gener de 1980 fou arrestat per les seves protestes públiques contra la invasió soviètica de l'Afganistan de 1979, se'l forçà a l'exili en la seva pròpia pàtria, i fou aïllat a la ciutat de Gorky (avui Nijni Nóvgorod), una ciutat tancada i inaccessible als estrangers. El control de la KGB va durar fins a desembre de 1986, any en què Mikhaïl Gorbatxov va iniciar les seves polítiques oberturistes conegudes com a perestroika i glàsnost. Aprofitant el nou clima polític, se li va permetre tornar a Moscou, i va iniciar les primeres organitzacions polítiques independents i legals, fins que el març de 1989 fou elegit com a parlamentari (dins de l'oposició) en l'anomenat Congrés dels Diputats del Poble, la cambra parlamentària soviètica.
El 1985 es van fundar els Premi Sàkharov per la Llibertat de Consciència, anomenats d'aquesta manera en honor seu, uns guardons atorgats anualment pel Parlament Europeu a persones i organitzacions dedicades als drets humans i a les llibertats.
El 1989 va rebre l'International Humanist Award de la International Humanist and Ethical Union. Morí a Moscou el 14 de desembre del mateix any a conseqüència d'un atac cardíac, a l'edat de 68 anys. Les seves restes reposen en el cementeri de Vostriakovo (Moscou).

## Premis i Honors
- Heroi del Treball Socialista (1953, 1955, 1962)
- Orde de Lenin (4)
- Premi Lenin (1956)
- Premi Stalin, 1953

Al 1980 se li retiraren tots els honors i distincions soviètics per "activitats anti-soviètiques". Posteriorment, durant la glàsnost, declinà el retorn de les seves distincions i, conseqüentment, Mikhaïl Gorbatxov no signà el decret corresponent.
- Prix mondial Cino Del Duca (1974)
- Premi Nobel de la Pau (1975)
- Medalla Elliott Cresson (1985)
- Gran Creu de l'Orde de la Creu de Vitis (2003, a títol pòstum)

### Premis commemoratius
El Premi Sàkharov a la Llibertat de Consciència va ser establert l'any 1988 pel Parlament Europeu en el seu honor, i és el màxim homenatge als esforços dels drets humans que atorga la Unió Europea. El parlament l'atorga anualment a «aquells que porten l'esperit del dissident soviètic Andrei Sakharov»; als «Laureats que, com Sakharov, dediquen la seva vida a la lluita pacífica pels drets humans».
La American Physical Society també ha atorgat un premi Andrei Sakharov cada dos anys des del 2006 «per reconèixer el lideratge i/o els èxits destacats dels científics en la defensa dels drets humans».
El Premi Andrei Sakharov al coratge cívic de l'escriptor es va establir l'octubre de 1990.
El 2004, amb l'aprovació de Ielena Bónner, es va establir un Premi Sàkharov de periodisme anual per a periodistes i comentaristes a Rússia. Finançat per l'antic dissident soviètic Pyotr Vins, ara un home de negocis als EUA, el premi és administrat per la Fundació de Defensa Glasnost a Moscou. El premi «al periodisme com a acte de consciència» ha estat guanyat al llarg dels anys per periodistes famosos com Anna Politkóvskaia i joves periodistes i editors que treballen lluny de la capital mediàtica de Rússia, Moscou. La guanyadora del 2015 va ser Yelena Kostyutxenko.

### Arxius Andrei Sakharov i Centre de Drets Humans
L’Arxiu Andrei Sakharov Arxivat 2011-05-25 a Wayback Machine. i el Centre de Drets Humans, establert a la Universitat de Brandeis el 1993, es troben ara a la Universitat Harvard. Els documents d'aquest arxiu van ser publicats per la Yale University Press el 2005. Aquests documents estan disponibles en línia. La majoria dels documents de l'arxiu són cartes del cap de la KGB al Comitè central sobre activitats dels dissidents soviètics i recomanacions sobre la interpretació als diaris. Les cartes cobreixen el període de 1968 a 1991 (Estancament de Bréjnev). Els documents caracteritzen no només l'activitat de Sàkharov, sinó la d'altres dissidents, així com la dels apparàtxiks de la posició més alta i el KGB. No hi ha cap equivalent rus de l'arxiu de la KGB disponible.

## Llegat i record

### Llocs

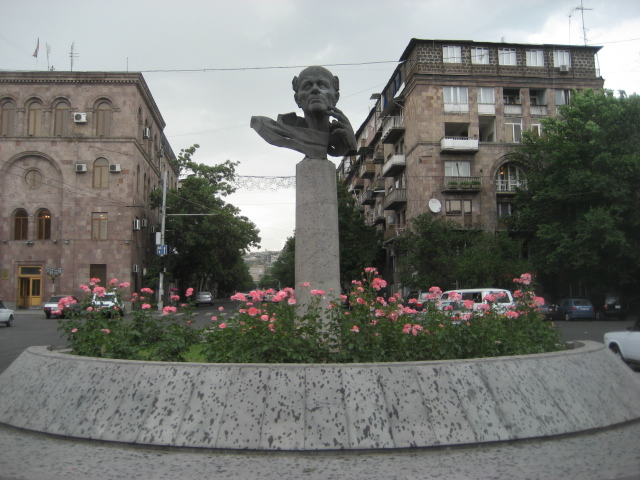
Una estàtua d'Andrei Sàkharov a Erevan, Armènia

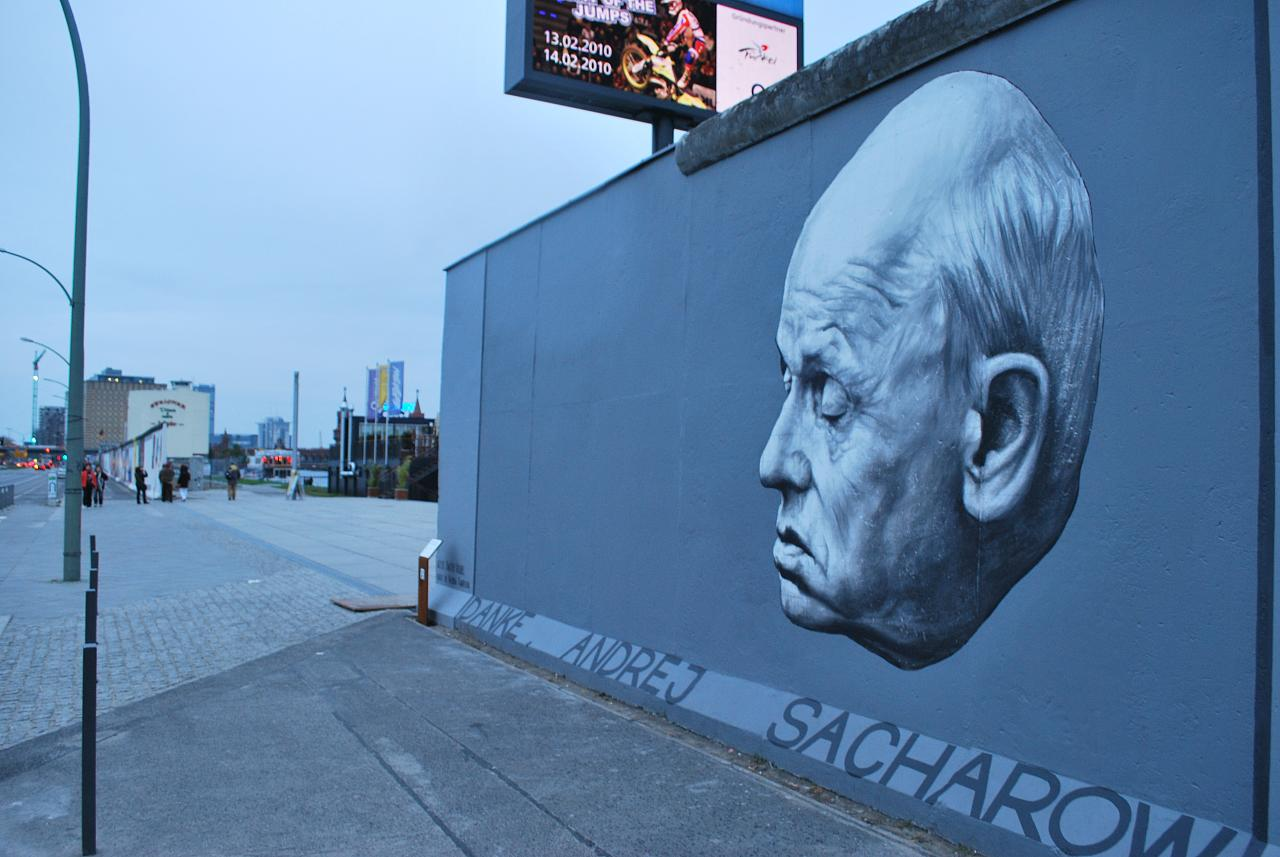
Mural "Gràcies Andrei Sàkharov" al mur de Berlín

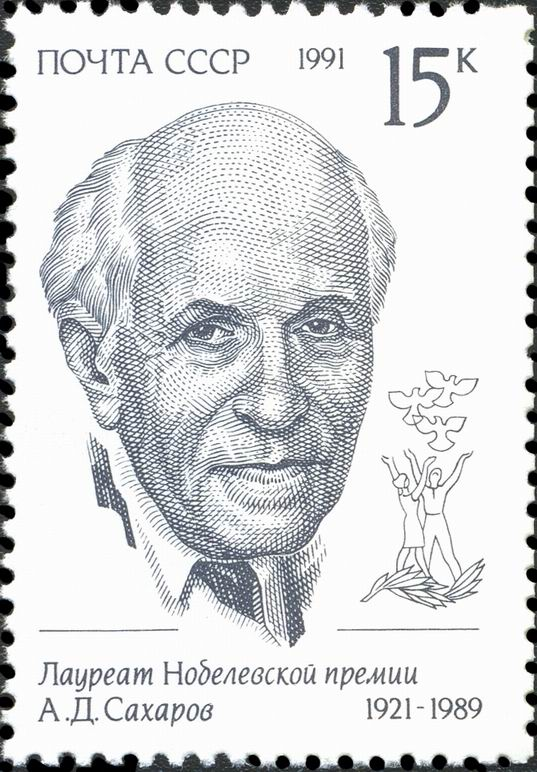
Andrei Sàkharov sobre els guanyadors soviètics del Premi Nobel de la Pau, el segell de l'URSS emès el 14 de maig de 1991

- A Moscou, hi ha l'Academician Sakharov Avenue i el Museu Sàkharov.

- Durant la dècada de 1980, el bloc de 16th Street NW entre els carrers L i M, davant de l'ambaixada soviètica a Washington, DC (que més tard es va convertir en la residència de l'ambaixador rus) va ser rebatejat com a "Andrei Sakharov Plaza" com a forma de protesta contra la seva detenció el 1980.[8]

- A Erevan, la capital d’Armènia, la plaça Sàkharov, situada al cor de la ciutat, porta el seu nom.

- Els jardins Sàkharov (est. 1990) es troben a l'entrada de Jerusalem, Israel, al costat de l'autopista Jerusalem-Tel-Aviv. També hi ha un carrer que porta el seu nom a Haifa.

- A Nijni Nóvgorod, hi ha un Museu Sàkharov a l'apartament del primer pis de la casa de 12 pisos on la família Sàkharov va viure durant set anys; l'any 2014 es va aixecar un monument prop de la casa.

- A Sant Petersburg, el seu monument es troba a la plaça Sàkharov, i hi ha un parc Sàkharov.

- El 1979, un asteroide, 1979 Sakharov, va rebre el seu nom.

- Una plaça pública de Vílnius davant de la Casa de la Premsa porta el nom de Sàkharov. La plaça va rebre el seu nom el 16 de març de 1991, ja que la Casa de Premsa encara estava ocupada per l'exèrcit soviètic.

- Andreij-Sacharow-Platz al centre de Nuremberg rep el seu nom en honor a Sàkharov

- A Belarús, la Universitat Internacional de Medi Ambient Sàkharov va rebre el seu nom.

- La intersecció de Ventura Blvd i Laurel Canyon Blvd a Studio City, Los Angeles, s'anomena plaça Andrei Sàkharov.[9]

- A Arnhem, el pont sobre el Nederrijn s'anomena Andrej Sacharovbrug.

- L'Andrej Sacharovweg és un carrer d’Assen, Països Baixos. També hi ha carrers batejats en el seu honor en altres llocs dels Països Baixos com Amsterdam, Amstelveen, La Haia, Hellevoetsluis, Leiden, Purmerend, Rotterdam, Utrecht

- Un carrer de Copenhaguen, Dinamarca.

- Quai Andreï Sakharov a Tournai, Bèlgica, rep el seu nom en honor a Sàkharov.

- A Polònia, carrers batejats en el seu honor a Varsòvia, Łódź i Cracòvia.

- El bulevard Andreï Sàkharov al districte de Mladost a Sofia, Bulgària, porta el seu nom.

- A Nova York, un cartell de carrer a la cantonada sud-oest de la Tercera Avinguda i el carrer 67 diu Sakharov-Bonner Corner, en honor a Sàkharov i la seva dona, Ielena Bónner. La cantonada es troba al carrer de la missió soviètica a les Nacions Unides (que més tard esdevingué la missió russa) i va ser l'escenari de repetides manifestacions antisoviètiques.[10]

- A Chisinau, la capital de Moldàvia, hi ha el carrer de l'acadèmic Andrei Sakharov.

### Mitjans de comunicació
- A la pel·lícula de televisió de 1984 Sakharov protagonitzada per Jason Robards.

- A la sèrie de televisió Star Trek: La nova generació, un dels Shuttlecraft de l'USS Enterprise (NCC-1701-D) porta el nom de Sàkharov i apareix de manera destacada en diversos episodis. Això segueix la tradició de Star Trek de batejar els Shuttlecraft en honor a científics destacats, i especialment a físics de The Next Generation.

- La nau espacial interplanetària fictícia Alexei Leonov de la novel·la 2010: Odissea dos d’Arthur C. Clarke està impulsada per un "motor Sàkharov". La novel·la es va publicar el 1982, quan Sàkharov estava a l'exili a Nijni Nóvgorod, i estava dedicada tant a Sàkharov com a Aleksei Leónov.

- El cantant rus Aleksandr Gradski va escriure i interpretar la cançó "Памяти А. Д. Сахарова" ("En memòria d'Andrei Sàkharov"), que apareix al seu CD Live In Russia 2 (Живем в "России" 2)[11]

- El líder de la facció dels ecologistes al joc de PC STALKER: Shadow of Chernobyl i la seva preqüela és un científic anomenat Professor Sàkharov.

## Vegeu
- Condicions de Sàkharov
- Bariogènesi
- Tatiana Iankelévitx